# Gare de Demachiyanagi
La gare de Demachiyanagi (出町柳駅, Demachiyanagi-eki) est une gare ferroviaire de la ville de Kyoto au Japon. La gare est gérée par les compagnies Keihan et Eiden.

## Situation ferroviaire
La gare de Demachiyanagi marque la fin de la ligne Keihan Ōtō et le début de la ligne principale Eizan.

## Histoire
La gare est inaugurée le 27 septembre 1925. La ligne Keihan Ōtō y arrive le 5 octobre 1989.

## Service des voyageurs

### Accès et accueil
La gare dispose d'un bâtiment voyageurs, avec guichets, ouvert tous les jours. Les quais sont en souterrains.

### Desserte

#### Keihan
- Ligne Keihan Ōtō :

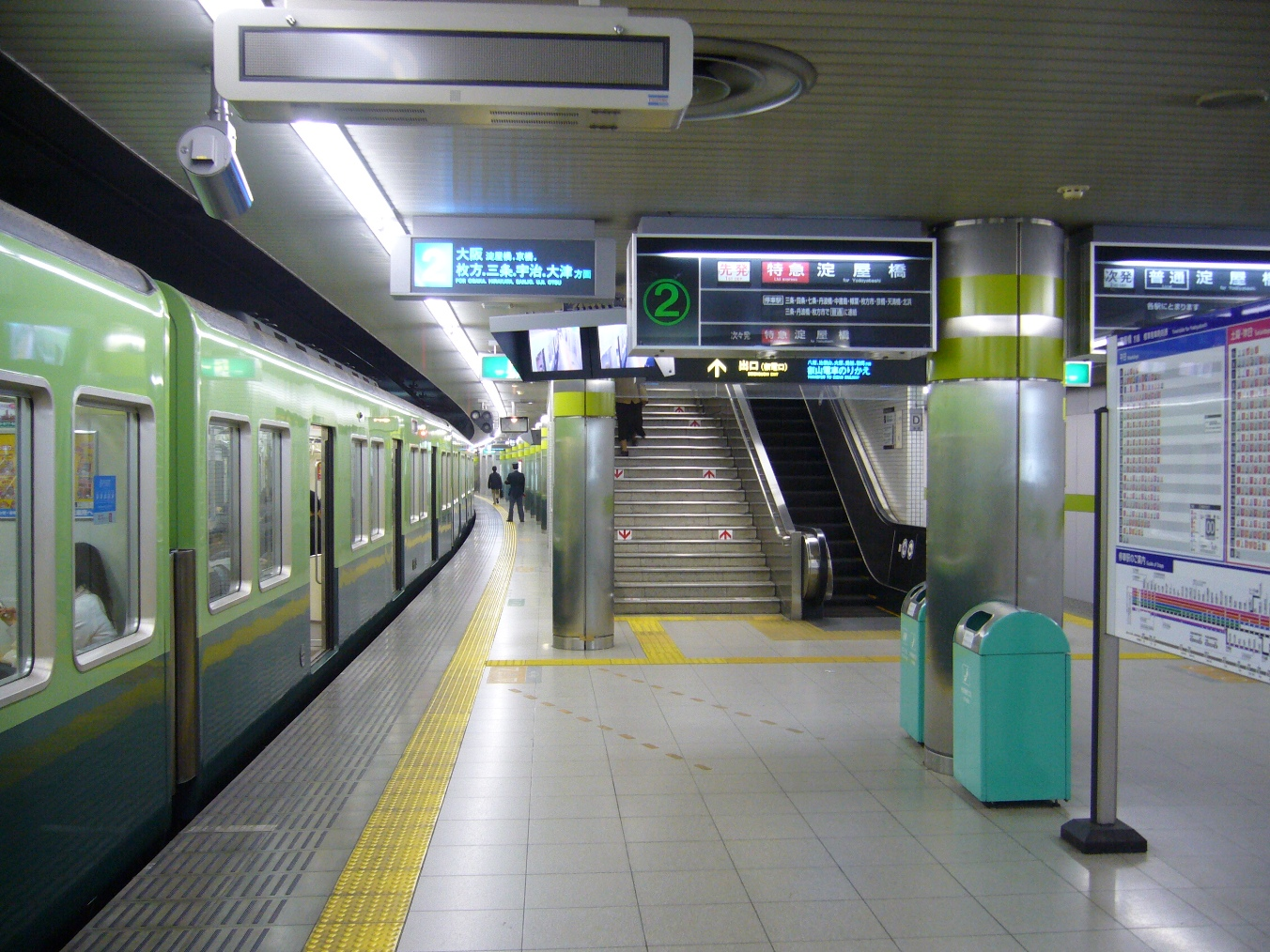
Terminus Keihan

  - voies 1 et 2 : direction Sanjō, Hirakatashi, Yodoyabashi et Nakanoshima

#### Eiden
- Ligne principale Eizan :

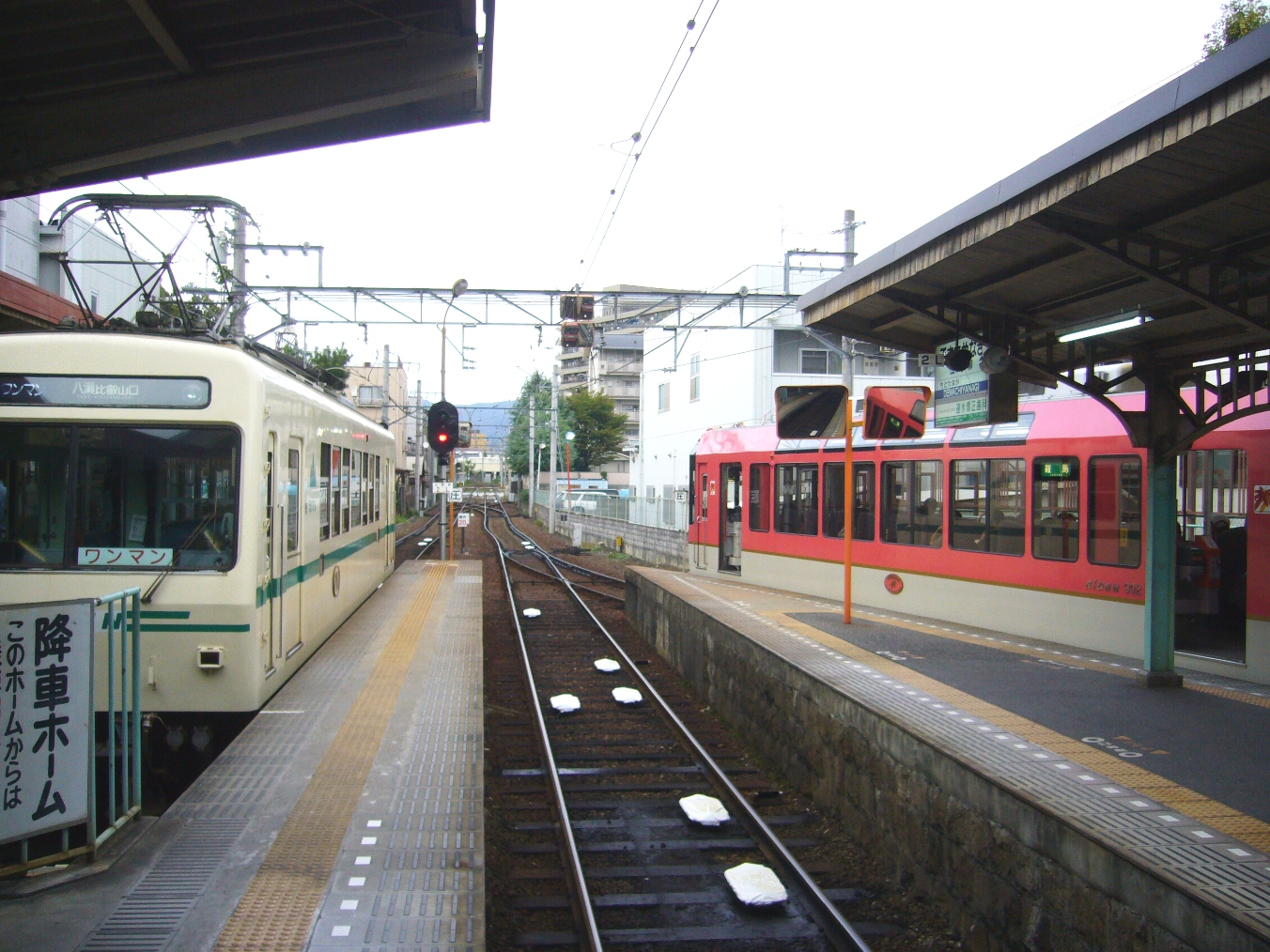
Terminus Eiden

  - voie 1 : direction Yase-Hieizanguchi
- Ligne Kurama :
  - voies 2 et 3 : direction Kurama